# Beacon Fell
Beacon Fell es un queso inglés protegido con denominación de origen (Beacon Fell traditional Lancashire cheese). Se elabora en la zona de Fylde en Lancashire; norte del río Ribble e incluye el distrito de Preston y Blackpool en Lancashire. Es un queso tradicional, que se elabora según una receta del siglo XIX. Es de leche de vaca entera. Su forma tradicional es un cilindro. Se trata de un queso suave, con textura mantecosa pero firme. Madura a lo largo de seis meses.
- Datos: Q8245118